# Cocriação

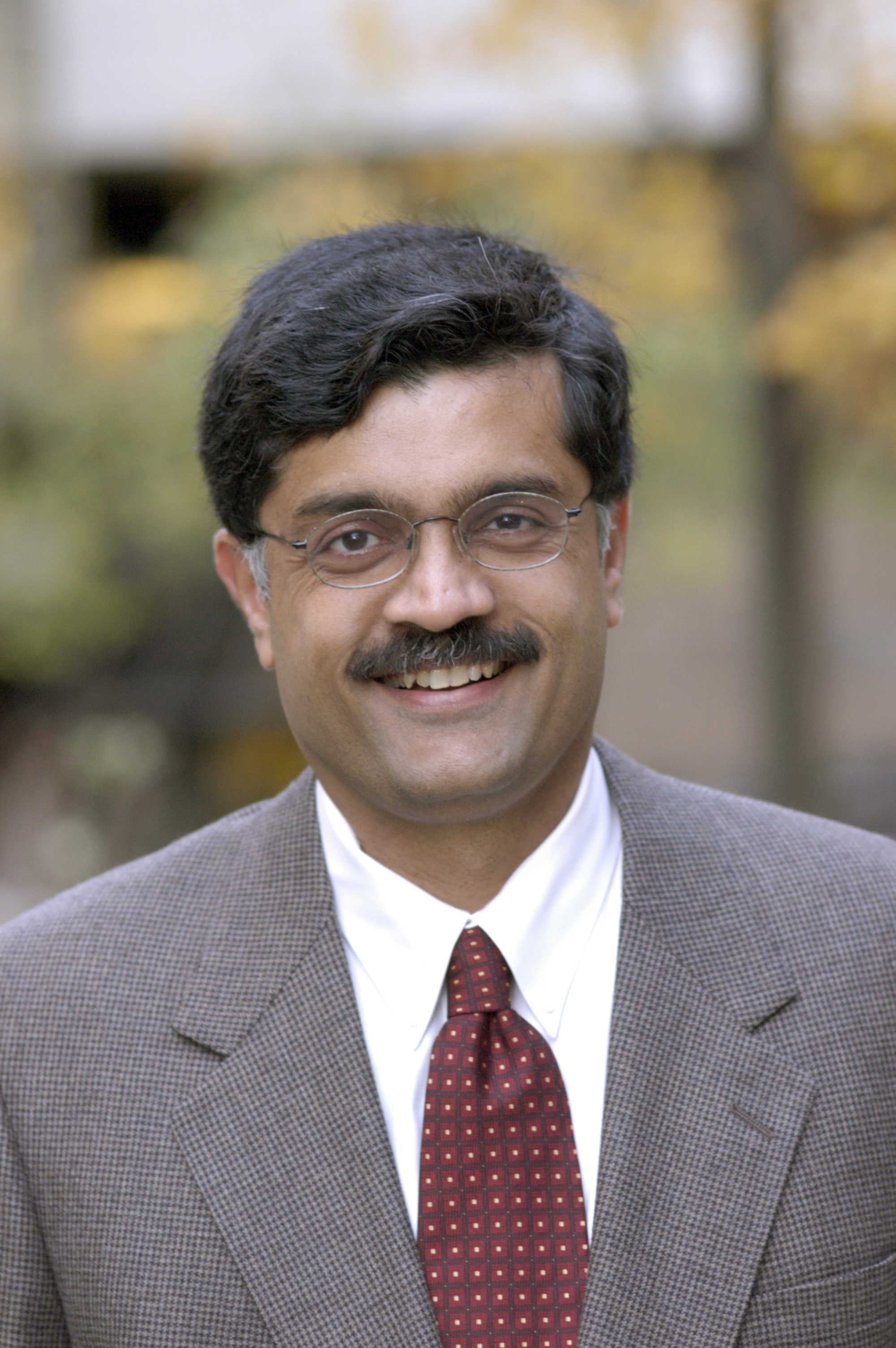
Venkat Ramaswamy.

Cocriação é uma iniciativa de gestão, ou forma de  estratégia econômica, que reúne diferentes partes (por exemplo, uma empresa e um grupo de clientes), a fim de produzir conjuntamente um resultado mutuamente valorizado.
O termo começou a ser usado em 2004, desde o lançamento do best-seller "O futuro da Competição" escrito por C. K. Prahalad e Venkat Ramaswamy, que disseminou o conceito mundialmente.
Cocriação é um conceito de marketing e negócios, em inglês "co-creation". A cocriação é uma forma de inovação que acontece quando as pessoas de fora da empresa como fornecedores, colaboradores e clientes associam-se com o negócio ou produto agregando inovação de valor, conteúdo ou marketing, e recebendo em troca os benefícios de sua contribuição, sejam eles através do acesso a produtos customizados ou da promoção de suas ideias.
Um dos principais casos de cocriação é a própria Wikipédia, pois é editada por milhares de pessoas no mundo todo, e assim protagoniza um dos pilares da cocriação, a colaboração.

## Modelos
A co-criação pode surgir de várias formas, e pode ser orquestrada ou surgir sem nenhuma estrutura pré-definida. Porém, certas características estão sempre presentes, são elas a atividade de contribuição e a atividade de seleção da contribuição. Esta abordagem simples que busca entender a fundo o conceito de co-criação foi desenvolvida pelo especialista em Marketing Aric Rindfleisch. Aric argumenta que, independente da situação específica, um processo de co-criação precisa de inputs e que estes inputs precisam ser escolhidos de alguma forma, portanto subdividindo o conceito/experiência da co-criação em duas variáveis, as atividades de contribuição e as atividades de seleção, com cada uma destas ações podendo ser guiada tanto pela firma quanto pelos usuários. A atividade de contribuição representa a forma como os inputs são recebidos e a de seleção indica a forma como será decidido qual input utilizar na criação do produto/serviço. O modelo portanto pode ser facilmente visualizado na forma de uma matriz dois por dois onde cada um dos quadrantes representa uma forma diferente de co-criação.
A área de software tem uma tendência natural à cocriação, com software de código-fonte aberto onde todos podem editá-lo. A empresa também pode criar um esqueleto funcional de um software onde os usuários fazem sugestões à medida que o utilizam, adequando-o às suas necessidades. O modelo pode surgir antes do produto estar no mercado, depois de introduzido no mercado ou em um mesmo tempo. E, para isso, existem muitos softwares que desempenham um papel muito importante no apoio à cocriação, recebendo e organizando a recepção de ideias e sugestões, como o JA voice.
Em todo o mundo, a cocriação de produtos e serviços é incipiente. As empresas têm entrado neste ramo ainda com muita cautela, pois, nem mesmo elas sabem o rumo que um projeto de cocriação pode levá-la. Entretanto, se bem administrado, este processo tem maior chance de levar o produto/serviço a um ponto mais próximo do desejo do consumidor.
Atualmente (2014) existem autores, entre eles o brasileiro Augusto Franco, que propõem uma "cocriação interativa", a qual sugere a desconstrução dos muros de criatividade adotados pela definição de cocriação tradicional (empresa x stakeholders), ou seja, o debate de ideias é promovido em um ambiente livre de hierarquia ou limites metodológicos. Assim, teríamos uma inovação cocriativa.